# Werner Lindermann
Werner Lindermann – niemiecki kierowca wyścigowy.

## Kariera
Lindermann rozpoczął karierę w międzynarodowych wyścigach samochodowych w 1968 roku od startów w Europejskiej Formule 2, gdzie jednak nie zdobywał punktów. W późniejszych latach Niemiec pojawiał się także w stawce Gran Premio della Lotteria di Monza oraz Internationales ADAC-Eifelrennen.
W Europejskiej Formule 2 Niemiec startował w latach 1968-1970. Jedynie w sezonie 1969 zdobywał punkty. Z dorobkiem dwóch punktów uplasował się wówczas na osiemnastej pozycji w klasyfikacji generalnej.